# Paul Simond
Paul Simond, var en fransk längdskidåkare som tävlade under 1920-talet. Han deltog i olympiska vinterspelen i Sankt Moritz på 18 kilometer där han kom på 30:e plats.